# Puerto Ricos damlandslag i handboll
Puerto Ricos damlandslag i handboll representerar Puerto Rico i handboll på damsidan. Laget gjorde sin första VM-turnering i december 2015 och slutade på 20:e plats.